# Scolopax rosenbergii
La beccaccia della Nuova Guinea (Scolopax rosenbergii, Schlegel 1871) è un uccello della famiglia degli Scolopacidae dell'ordine dei Charadriiformes.

## Sistematica
Scolopax rosenbergii non ha sottospecie, è monotipica.

## Distribuzione e habitat
Questa beccaccia vive sell'isola di Nuova Guinea e sulle isole limitrofe, sia sul versante indonesiano, sia su quello di Papua Nuova Guinea.